# أنجيلا ستانفورد
أنجيلا ستانفورد (بالإنجليزية: Angela Stanford) هي لاعبة غولف أمريكية، ولدت في 28 نوفمبر 1977 في فورت وورث في الولايات المتحدة.

## وصلات خارجية
- أنجيلا ستانفورد على موقع رابطة لاعبات الغولف المحترفات (الإنجليزية)